# Potamarius usumacintae
Potamarius usumacintae är en fiskart som beskrevs av Betancur-r. och Willink 2007. Potamarius usumacintae ingår i släktet Potamarius och familjen Ariidae. Inga underarter finns listade i Catalogue of Life.